# 용각산
용각산(일본어: 龍角散 류우카쿠산[*])은 일본의 제약회사이며, 그 회사의 주력상품인 진해거담제 상품명(일본 등록상표 제795587호)이다.
용각산은 매우 역사가 오래된 약물로서, 그 원형은 에도 시대 후기(분세이 연간)에 구보타번 (현재 아키타현) 번주 집안인 사타케씨의 어전의 후지이 겐엔이 개발했다. 이후 난학을 배운 후지이 겐신이 서양 생약학을 도입해 개량했고, 후지이 쇼테이지가 번주 사타케 요시타카의 천식을 치료하기 위해 약을 개량했다. 이 무렵에 "용각산"이라고 명명되었다. 용각산이라는 이름은 용골・용뇌・녹각상 등 생약을 사용했다는 뜻인데, 이런 생약들은 후에 처방검토에서 제외되었다.
메이지 유신으로 인해 폐번치현이 되자 번약이었던 용각산은 개발자인 후지이 가문의 소유로 하사된다. 1871년, 후지이 쇼테이지가 아키타번 에도 번저 근교인 칸다 토시마정에 약재상을 열면서 용각산이 일반에 판매되게 되었다. 그리고 쇼테이지의 장남 후지이 토쿠사부로 1세가 1893년 용각산의 제형을 현재와 같은 미세분말로 개량, 같은 해 후지이 토쿠사부로 상점(藤井得三郎商店)을 개업했다.
일본 제약업계 최초로 적극적으로 신문광고와 거리홍보를 하여 용각산은 전국적인 히트상품이 되었다. 관동대지진 이루호는 공장을 오사카로 옮겼고, 집안 친척인 모리가키 키이치로가 선박회사와 협상하여 제품 및 물자 수송이 가능하게 되었다.
후지이 토쿠사부로 상점은 1964년 "주식회사 용각산"으로 개칭했다. 창업주 후지이 토쿠사부로 1세 이래로 요네지로(토쿠사부로 2세), 카츠노스케(토쿠사부로 3세), 야스오를 거쳐 현재의 후지이 타카시 대표이사는 5대째 사장이다. 후지이 겐엔부터 치면 8대째다. 한국은 1967년 보령제약그룹에 의해 들여와 생산중이며 용각산 20g,50g ,90g,사탕 용각산다이렉트스틱 (한국판 용각산 쿨)이 있으며 90g과 사탕은 일본만 생산중이다.